# Chris Mullin
Christopher Paul Mullin, detto Chris (Brooklyn, 30 luglio 1963), è un ex cestista, dirigente sportivo e allenatore di pallacanestro statunitense, professionista nella NBA.

## Carriera
Giocava come ala piccola ed è stato il giocatore di punta dei Golden State Warriors a cavallo tra gli anni ottanta e novanta. Con la nazionale statunitense di pallacanestro ha vinto la medaglia d'oro alle Olimpiadi di Los Angeles nel 1984 e a Barcellona nel 1992, quando era una delle stelle del famoso e irripetibile Dream Team, squadra che annoverava tra le sue file giocatori come Larry Bird, Michael Jordan, Magic Johnson, Scottie Pippen e altri. Giocatore mancino di notevole tecnica, fu un formidabile realizzatore, tra i primi 4 posti nella storia della franchigia di Oakland. Nei suoi 12 anni ai Golden State Warriors (1985-1997) è stato sicuramente uno dei più grandi cestisti nella NBA.
Si è poi trasferito agli Indiana Pacers dov' è rimasto per tre stagioni raggiungendo in tutte le occasioni la finale di conference: una volta contro i Chicago Bulls e due volte con i New York Knicks. Nei primi due casi sono maturate due sconfitte per 4 a 3 e 4 a 2 mentre nel terzo è arrivata la vittoria per 4 a 2. Nella finale NBA Mullin e co. hanno trovato di fronte gli emergenti Los Angeles Lakers di Shaquille O'Neal e Kobe Bryant che hanno avuto la meglio per 4 a 2. Dopo il titolo sfiorato Chris è tornato ai Warriors, chiudendo così la carriera a Oakland.
Ha ricoperto l'incarico di capo allenatore presso la St. John's University dal 2015 al 2019.

## Statistiche
| * | Primo nella lega |

### College
| Anno      | Squadra             | PG  | PT | MP   | TC%  | 3P% | TL%  | RP  | AP  | PRP | SP  | PP   |
| --------- | ------------------- | --- | -- | ---- | ---- | --- | ---- | --- | --- | --- | --- | ---- |
| 1981-1982 | St. John's R. Storm | 30  | 30 | 35,4 | 53,4 | -   | 79,1 | 3,2 | 3,1 | 1,4 | 0,2 | 16,6 |
| 1982-1983 | St. John's R. Storm | 33  | 33 | 36,7 | 57,7 | -   | 87,8 | 3,7 | 3,1 | 1,2 | 0,2 | 19,1 |
| 1983-1984 | St. John's R. Storm | 27  | 27 | 39,6 | 57,1 | -   | 90,4 | 4,4 | 4,0 | 2,1 | 0,4 | 22,9 |
| 1984-1985 | St. John's R. Storm | 35  | -  | 37,9 | 52,1 | -   | 82,4 | 4,8 | 4,3 | 2,1 | 0,5 | 19,8 |
| Carriera  | Carriera            | 125 | 90 | 37,3 | 55,0 | -   | 84,8 | 4,1 | 3,6 | 1,7 | 0,3 | 19,5 |

### NBA

#### Regular Season
| Anno      | Squadra        | PG  | PT  | MP    | TC%  | 3P%  | TL%   | RP  | AP  | PRP | SP  | PP   |
| --------- | -------------- | --- | --- | ----- | ---- | ---- | ----- | --- | --- | --- | --- | ---- |
| 1985-1986 | G.S. Warriors  | 55  | 30  | 25,3  | 46,3 | 18,5 | 89,6  | 2,1 | 1,9 | 1,3 | 0,4 | 14,0 |
| 1986-1987 | G.S. Warriors  | 82  | 82  | 29,0  | 51,4 | 30,2 | 82,5  | 2,2 | 3,2 | 1,2 | 0,4 | 15,1 |
| 1987-1988 | G.S. Warriors  | 60  | 55  | 33,9  | 50,8 | 35,1 | 88,5  | 3,4 | 4,8 | 1,9 | 0,5 | 20,2 |
| 1988-1989 | G.S. Warriors  | 82  | 82  | 33,7  | 50,9 | 23,0 | 89,2  | 5,9 | 5,1 | 2,1 | 0,5 | 26,5 |
| 1989-1990 | G.S. Warriors  | 78  | 78  | 36,3  | 53,6 | 37,2 | 88,9  | 5,9 | 4,1 | 1,6 | 0,6 | 25,1 |
| 1990-1991 | G.S. Warriors  | 82  | 82  | 40,4* | 53,6 | 30,1 | 88,4  | 5,4 | 4,0 | 2,1 | 0,8 | 25,7 |
| 1991-1992 | G.S. Warriors  | 81  | 81  | 41,3* | 52,4 | 36,6 | 83,3  | 5,6 | 3,5 | 2,1 | 0,8 | 25,6 |
| 1992-1993 | G.S. Warriors  | 46  | 46  | 41,3  | 51,0 | 45,1 | 81,0  | 5,0 | 3,6 | 1,5 | 0,9 | 25,9 |
| 1993-1994 | G.S. Warriors  | 62  | 39  | 37,5  | 47,2 | 36,4 | 75,3  | 5,6 | 5,1 | 1,7 | 0,9 | 16,8 |
| 1994-1995 | G.S. Warriors  | 25  | 23  | 35,6  | 48,9 | 45,2 | 87,9  | 4,6 | 5,0 | 1,5 | 0,8 | 19,0 |
| 1995-1996 | G.S. Warriors  | 55  | 19  | 29,4  | 49,9 | 39,3 | 85,6  | 2,9 | 3,5 | 1,4 | 0,6 | 13,3 |
| 1996-1997 | G.S. Warriors  | 79  | 63  | 34,6  | 55,3 | 41,1 | 86,4  | 4,0 | 4,1 | 1,6 | 0,4 | 14,5 |
| 1997-1998 | Indiana Pacers | 82  | 82  | 26,5  | 48,1 | 44,0 | 93,9* | 3,0 | 2,3 | 1,2 | 0,5 | 11,3 |
| 1998-1999 | Indiana Pacers | 50  | 50  | 23,6  | 47,7 | 46,5 | 87,0  | 3,2 | 1,6 | 0,9 | 0,3 | 10,1 |
| 1999-2000 | Indiana Pacers | 47  | 2   | 12,4  | 42,8 | 40,9 | 90,2  | 1,6 | 0,8 | 0,6 | 0,2 | 5,1  |
| 2000-2001 | G.S. Warriors  | 20  | 8   | 18,7  | 34,0 | 36,5 | 85,7  | 2,1 | 1,0 | 0,8 | 0,5 | 5,8  |
| Carriera  | Carriera       | 986 | 822 | 32,6  | 50,9 | 38,4 | 86,5  | 4,1 | 3,5 | 1,6 | 0,6 | 18,2 |
| All-Star  | All-Star       | 4   | 2   | 19,5  | 50,0 | 100  | 87,5  | 2,0 | 2,0 | 1,0 | 0,3 | 8,3  |

#### Play-off
| Anno     | Squadra        | PG | PT | MP    | TC%  | 3P%  | TL%  | RP  | AP  | PRP | SP  | PP   |
| -------- | -------------- | -- | -- | ----- | ---- | ---- | ---- | --- | --- | --- | --- | ---- |
| 1987     | G.S. Warriors  | 10 | 10 | 26,2  | 50,0 | 75,0 | 75,0 | 1,5 | 2,3 | 0,9 | 0,2 | 11,3 |
| 1989     | G.S. Warriors  | 8  | 8  | 42,6  | 54,0 | 12,5 | 86,6 | 5,9 | 4,5 | 1,8 | 1,4 | 29,4 |
| 1991     | G.S. Warriors  | 8  | 8  | 45,8* | 52,7 | 69,2 | 86,0 | 7,3 | 2,9 | 1,9 | 1,5 | 23,8 |
| 1992     | G.S. Warriors  | 4  | 4  | 42,0  | 42,9 | 33,3 | 92,9 | 3,0 | 3,0 | 1,3 | 0,5 | 17,8 |
| 1994     | G.S. Warriors  | 3  | 3  | 45,0  | 58,8 | 50,0 | 90,9 | 4,7 | 3,7 | 0,0 | 1,7 | 25,3 |
| 1998     | Indiana Pacers | 16 | 16 | 25,8  | 46,0 | 38,5 | 85,7 | 3,6 | 1,4 | 0,9 | 0,6 | 8,9  |
| 1999     | Indiana Pacers | 13 | 13 | 21,8  | 41,0 | 40,0 | 87,0 | 1,5 | 1,2 | 0,8 | 0,2 | 9,5  |
| 2000     | Indiana Pacers | 9  | 1  | 10,0  | 47,6 | 25,0 | 81,8 | 1,6 | 0,6 | 0,7 | 0,1 | 3,4  |
| Carriera | Carriera       | 71 | 63 | 29,0  | 49,5 | 40,9 | 85,9 | 3,3 | 2,1 | 1,0 | 0,6 | 13,8 |

## Palmarès
- McDonald's All-American Game (1981)
- NCAA John R. Wooden Award (1985)
- NCAA AP All-America First Team (1985)
- NCAA AP All-America Second Team (1984)
- All-NBA First Team (1992)
- 2 volte All-NBA Second Team (1989, 1991)
- All-NBA Third Team (1990)
- 5 volte NBA All-Star (1989, 1990, 1991, 1992, 1993)
- Miglior tiratore da tre punti NBA (1993)
- Migliore tiratore di liberi NBA (1998)
- Quarantottesimo miglior giocatore per palle rubate di sempre NBA

Il 12 agosto 2011 è stato inserito nella Hall of Fame. Il 19 marzo 2012 la sua maglia nº 17 è stata ritirata dai Golden State Warriors.